# Naufragio sulla terra di Darkover
Naufragio sulla terra di Darkover (in originale Darkover Landfall) è un romanzo di fantascienza scritto da Marion Zimmer Bradley, facente parte del ciclo di Darkover, pubblicato nel 1972. Ambientato nel XXI secolo, racconta le avventure di un gruppo di coloni terrestri sul pianeta Darkover.

## Trama
Fine XXI secolo. Una nave spaziale in viaggio verso una colonia terrestre naufraga su un mondo gelido e inospitale, mappato col nome Cottman IV: un pianeta al limite esterno della galassia, in una regione poco conosciuta, e in orbita attorno a una gigante rossa. L'equipaggio si ritrova così, in maniera accidentale, a dover colonizzare questo pianeta sconosciuto quando tutti si rendono conto che la nave ha perso per sempre i contatti con la Terra e che un salvataggio è impossibile. 
Il libro introduce cognomi, temi religiosi e culturali che riecheggiano in tutta la serie di Darkover. Questo ciclo di romanzi si estende per oltre due millenni, mentre i discendenti della nave popolano il pianeta e sviluppano culture e abilità psi uniche. I coloni - in prevalenza donne e uomini di origine irlandese, gallese e spagnola (da qui le origini della successiva cultura di Darkover, dalla musica al cibo, dalle tradizioni agli usi - saranno costretti a rivedere interamente le loro vite, i loro scopi e desideri. Dovranno ripensare la loro società altamente evoluta e tecnologica, scientifica, in una medioevale e votata alla sopravvivenza.
Sebbene il romanzo non sia il primo libro scritto dall'autrice della serie, nella timeline di Darkover i suoi eventi si pongono all'inizio di tutte le altre vicende narrate.

## Personaggi
Rafael MacAran: è un geologo di origine irlandese, ed è membro del contingente di terrestri in viaggio verso la colonia di Coronis. Dopo l'incidente e l'atterraggio di emergenza su Cottman IV, guida una spedizione esplorativa nelle future montagne Kilghard. Questa spedizione subisce il primo "vento fantasma", che porta Rafael MacAran ad avvicinarsi a Camilla Del Rey, che in seguito a questo incidente porterà in grembo suo figlio. Rafael MacAran sviluppa doti telepatiche e i suoi discendenti faranno parte delle famiglie nobili dei Comyn.
Camilla Del Rey: è un ufficiale dell'equipaggio della nave che trasporta coloni terrestri su Coronis, ed è membro della prima spedizione d'esplorazione del futuro Darkover. Camilla è cresciuta nella colonia Alpha ed è entrata nel servizio spaziale all'età di quindici anni. Questo passato le rende difficile accettare le conseguenze dell'incidente e in particolare la sua gravidanza. Ha anche una forte ammirazione per il Capitano Leicester, il suo ufficiale in comando. I suoi rapporti con Rafael MacAran, padre involontario di suo figlio, finiranno comunque per stabilizzarsi. Ha anche una buona disposizione per i doni telepatici e sarà anche lei all'origine di una famiglia nobile dei Comyn.
Judith Lovat: è una dottoressa, responsabile dei sistemi di manutenzione e dei bisogni vitali dei coloni. Ha circa quarant'anni e anche lei prende parte alla spedizione esplorativa di Darkover. Durante il primo "vento fantasma" (vento dalle potenti qualità allucinogene), incontra un essere peculiare, un telepate originario del pianeta (quello che negli altri libri della serie viene chiamato un chieri), e rimane incinta. Tale incontro è probabilmente il punto d'inizio delle tante leggende sulla mitica fonazione di Darkover e delle grandi famiglie nobili dei Comyn.

## Edizioni italiane
- Naufragio sul pianeta Darkover, collana Fantacollana n.63, traduzione di Nicoletta Vallorani, Milano, Editrice Nord, novembre 1985, ISBN 88-42-905-05-4.
- Darkover. Naufragio sulla terra di Darkover. La spada incantata, collana Narrativa n.15, Milano, Editrice Nord, 1991.
- Naufragio sulla terra di Darkover, collana Narrativa n.15, traduzione di Nicoletta Vallorani, Milano, Editrice Nord, 1991,  pp. 206, cap. 15, ISBN 88-429-0283-7. - Collana Teadue n.1047, Milano, TEA, febbraio 2003, ISBN 978-88-502-0314-7; Urania Collezione n.270, Milano, Mondadori, 2 luglio 2025, ISBN 977-17-216-4236-7.